# Christine Sponring
Christine Sponring (* 22. Juni 1983 in Schwaz) ist eine ehemalige österreichische Skirennläuferin aus Weerberg in Tirol. Sie startete in allen Disziplinen, war anfangs im Slalom, jedoch nach ihren vielen Verletzungen vermehrt in den schnellen Disziplinen erfolgreich. Ihren größten Erfolg feierte sie mit dem Vizeweltmeistertitel in der Kombination in St. Anton 2001.

## Biografie
Christine Sponring bestritt ihre ersten Skirennen im Alter von drei Jahren, gewann danach zahlreiche Schülerrennen und mehrfach den Bezirkscup. Mit elf Jahren entschied sie sich gegen Tennis und für den Skisport. Sie absolvierte erfolgreich die Skihandelsschule in Stams und machte eine Ausbildung zur Polizistin.

### Aufstieg
Ihren ersten großen Erfolg feierte sie im Jahr 2000 bei den Juniorenweltmeisterschaften in Québec mit dem Gewinn der Bronzemedaille in der Abfahrt. In der darauf folgenden Saison 2000/01 fuhr sie erstmals im Europacup und konnte gleich vier Slaloms gewinnen. Dadurch bestritt sie ihre ersten Rennen im Weltcup, wo sie im Slalom von Sestriere als 22. ihre ersten Weltcuppunkte sammelte. Beim Weltcup-Slalom in Flachau wurde sie sensationell Neunte und qualifizierte sich für die Weltmeisterschaften in St. Anton. Dort gelang Sponring ihr bisher größter Erfolg: Die damals 17-Jährige gewann überraschend die Silbermedaille in der Kombination hinter Martina Ertl. Mit Platz zwölf in der Abfahrt und der zweitbesten Zeit im Slalom stellte sie dabei ihre Allroundqualitäten unter Beweis. Ein paar Tage später belegte sie im Spezialslalom Rang zwölf. Bei den Juniorenweltmeisterschaften in Verbier holte sie sich überlegen die Goldmedaille im Slalom und erreichte Platz vier im Riesenslalom. Ebenso überlegen wurde sie österreichische Staatsmeisterin im Slalom und gewann den Juniorentitel in der Abfahrt. Am Ende der Saison schaffte die Tirolerin den Sprung vom ÖSV B-Kader ins Nationalteam. Von 2001 bis 2006 war Sponring Teil des Kaders des Heeressportzentrums des Österreichischen Bundesheers.
Gleich zu Beginn der nächsten Saison 2001/02 erreichte Sponring ihren ersten Podestplatz im Weltcup. Sie musste sich beim Slalom in Copper Mountain nur der Französin Laure Pequegnot um 0,17 Sekunden geschlagen geben. In den Medien wurde das neue Skitalent schon groß gefeiert, doch es sollte nicht so weitergehen. In sechs von neun Saisonslaloms sah sie – nach teilweise großartigen Zwischenzeiten – nicht das Ziel, trotzdem war sie eine der großen Hoffnungen für die Olympischen Winterspiele in Salt Lake City. Doch auch dort fiel sie im Kombinationsslalom (nach dem ersten Durchgang führte sie 0,63 Sekunden vor der späteren Olympiasiegerin Janica Kostelić) sowie im Spezialslalom aus.

### Ausfälle und Verletzungen
In der darauf folgenden Saison 2002/03 lief es auch nicht besser und so war Rang zwölf im Slalom von Maribor ihre beste Platzierung im Weltcupwinter. Bei den Weltmeisterschaften in St. Moritz 2003 durfte Sponring überraschend – nach sehr guten Trainingsleistungen – in der Abfahrt an den Start gehen und rechtfertigte ihre Aufstellung mit Platz acht. In der Kombination lag sie nach Platz fünf in der Kombinationsabfahrt auf Medaillenkurs, schaffte es im Slalom aber wieder nicht ins Ziel. Ende Februar stürzte sie bei der zweiten Europacup-Abfahrt in Tarvisio (die erste Abfahrt hatte sie gewonnen) und zog sich einen Kreuzband- sowie Meniskuseinriss im rechten Knie zu. Damit fiel sie für die restliche Saison aus.
In der Saison 2003/04 war Sponring wieder sehr gut in Form und fuhr mit Rang sieben im zweiten Slalom von Madonna di Campiglio zu ihrer zweitbesten Weltcupplatzierung. Doch auch dieser Weltcupwinter sollte vorzeitig enden: Die damals 20-Jährige stürzte bei der Weltcup-Abfahrt in St. Moritz schwer und zog sich einen Kreuzbandriss und Seitenbandeinriss im linken Knie sowie eine Luxation der rechten Schulter zu.
Ihr Comeback wurde durch eine erneute Verletzung (Knorpelfraktur am linken Oberschenkelknochen), die sie sich beim Riesenslalom-Training in Sölden im September 2004 zugezogen hatte, abermals verschoben. Ende Dezember begann sie wieder mit dem Rennfahren und bestritt sehr erfolgreich einige FIS- und Europacuprennen sowie zwei Slaloms im Weltcup, wo sie in Santa Caterina mit Platz 21 in die Punkteränge fuhr. Im Europacup gewann sie vier Rennen in drei verschiedenen Disziplinen und erreichte Platz vier in der Europacup-Gesamt- und Abfahrtswertung, dazu wurde sie Österreichische Staatsmeisterin in der Abfahrt.
Vor der Saison 2005/06 schlug der Verletzungsteufel erneut zu: Sponring stürzte im November beim Riesenslalom-Training in Sölden und riss sich diesmal das Kreuzband im rechten Knie.

### Comeback und Rücktritt
Ihr Comeback feierte sie zu Beginn der Saison 2006/07 mit Platz 17 beim Slalom in Levi. Ende Jänner folgten dann zwei Podestplätze: In San Sicario fuhr sie in ihrem ersten Weltcup-Super-G mit Startnummer 36 auf Platz drei und bestätigte diese Leistung zwei Tage später erneut mit einem dritten Rang im zweiten Super-G. Damit qualifizierte sie sich für das österreichische Super-G-Team bei den Weltmeisterschaften in Åre, wo sie beim Rennen nach einem schweren Fehler Platz 16 belegte. Zu Saisonende gewann sie noch zwei Europacup-Abfahrten und eine Super-Kombination und sicherte sich mit dem Gewinn der Abfahrtswertung einen Fixplatz für den folgenden Weltcupwinter.
Doch auch in der Saison 2007/08 blieb Sponring nicht von Verletzungen verschont. Nachdem es mit Platz acht in der Super-Kombination von St. Anton wieder aufwärtsging, zog sie sich bei einem Sturz beim FIS-Riesenslalom in Kaprun einen Muskelfaserriss in der Kniekehle sowie ein Knochenmarködem zu und fiel für drei Wochen aus. Anfang Februar feierte sie bei den Speedrennen in St. Moritz ihr Comeback, eine Woche später erreichte sie beim Super-G in Sestriere Rang zehn.
Im September 2008 verletzte sich Sponring abermals: Sie stürzte beim Riesenslalom-Training in Zermatt und zog sich eine Kreuzbandzerrung und einen Knorpelbruch zu. Somit konnte sie in der Saison 2008/09 keine Weltcuprennen bestreiten. Schlussendlich gab sie am 8. Jänner 2009 mit 25 Jahren ihren Rücktritt vom alpinen Skirennsport bekannt. Als Grund nannte sie mangelnde Motivation nach der erneut schweren Knieverletzung im September. Sponring bestritt von Dezember 2000 bis März 2008 65 Weltcuprennen und erreichte drei Podestplätze. Insgesamt erlitt sie sechs schwere Verletzungen innerhalb von fünfeinhalb Jahren.

## Erfolge

### Olympische Spiele
- Salt Lake City 2002: in Slalom und Kombination ausgeschieden

### Weltmeisterschaften
- St. Anton 2001: 2. Kombination, 12. Slalom
- St. Moritz 2003: 8. Abfahrt
- Åre 2007: 16. Super-G

### Juniorenweltmeisterschaften
- Québec 2000: 3. Abfahrt, 8. Slalom
- Verbier 2001: 1. Slalom, 4. Riesenslalom
- Tarvisio 2002: 9. Slalom, 23. Riesenslalom

### Weltcup
- 3 Podestplätze, weitere 5 Platzierungen unter den besten zehn

### Europacup
- Saison 2000/01: 6. Gesamtwertung, 3. Slalomwertung
- Saison 2004/05: 4. Gesamtwertung, 4. Abfahrtswertung, 6. Super-G-Wertung
- Saison 2006/07: 6. Gesamtwertung, 1. Abfahrtswertung, 3. Super-Kombinations-Wertung
- 14 Podestplätze, davon 12 Siege:

| Datum            | Ort            | Land       | Disziplin         |
| ---------------- | -------------- | ---------- | ----------------- |
| 20. Jänner 2001  | Elbigenalp     | Österreich | Slalom            |
| 22. Jänner 2001  | Ravascletto    | Italien    | Slalom            |
| 23. Jänner 2001  | Ravascletto    | Italien    | Slalom            |
| 26. Februar 2001 | Rogla          | Slowenien  | Slalom            |
| 19. Februar 2003 | Tarvisio       | Italien    | Abfahrt           |
| 2. Februar 2005  | Reinswald      | Italien    | Abfahrt           |
| 6. Februar 2005  | Kastelruth     | Italien    | Super-G           |
| 4. März 2005     | Abetone        | Italien    | Riesenslalom      |
| 9. März 2005     | Roccaraso      | Italien    | Abfahrt           |
| 16. März 2007    | Santa Caterina | Italien    | Abfahrt           |
| 16. März 2007    | Santa Caterina | Italien    | Super-Kombination |
| 17. März 2007    | Santa Caterina | Italien    | Abfahrt           |

### Weitere Erfolge
- 3-fache österreichische Staatsmeisterin (Kombination 2000, Slalom 2001, Abfahrt 2005)
- 5-fache Österreichische Jugend-Staatsmeisterin (Abfahrt 2000, 2001, 2002, Super-G 2000, Riesenslalom 2000)
- 10 Siege bei FIS-Rennen (4 × Slalom, 3 × Riesenslalom, 3 × Super-G)

## Auszeichnungen (Auszug)
- 2001: Silbernes Ehrenzeichen für Verdienste um die Republik Österreich